# Воронцов, Павел Степанович
Павел Степанович Воронцов (10 июня 1910, дер. Рюхово, Тверская губерния, Российская империя — 21 октября 1954, Москва, РСФСР) — советский партийный и государственный деятель, первый секретарь Калининского областного комитета ВКП(б) (1946—1949).

## Биография
С 1926 – чернорабочий торфоразработок Каменской писчебумажной фабрики. С 1927 – ремонтный рабочий на станции Ранцево Московско-Беломоро-Балтийской железной дороги. С 1930 – председатель райкома профсоюза лесодереворабочих Каменского леспромхоза. Член ВКП(б) с 1932 года. В феврале–октябре 1933 – заведующий торговым отделом, заместитель председателя правления торфорабкоопа Каменского района. В 1933–1934 – в РККА.
С 1934 – парторг торфоразработок Каменской писчебумажной фабрики имени С. М. Кирова Ивановской Промышленной области, с 1935 – директор Каменской писчебумажной фабрики. С октября 1936 – секретарь парткома Конаковского фарфоро-фаянсового завода. С июня 1938 – первый секретарь Конаковского райкома ВКП(б). С сентября 1938 – заместитель заведующего, с января 1939 – заведующий отделом руководящих партийных органов, с мая 1939 – секретарь по кадрам, с сентября 1944 – третий, с декабря 1944 – второй, с 6 декабря 1946 по 12 ноября 1949 – первый секретарь Калининского обкома ВКП(б). С 1952 – заместитель председателя Казанского горисполкома.
Один из организаторов строительства оборонительных сооружений и партизанского движения на территории Калининской области; член Штаба партизанского движения Калининской области.
Депутат Верховного Совета РСФСР от 311 Осташковского избирательного округа с 1947 года.
С августа 1952 — заместитель председателя исполнительного комитета Казанского городского Совета.
Избирался депутатом Верховного Совета РСФСР 2-го созыва.

## Награды и звания
- Орден Ленина (20 апреля 1943)
- Орден Красного Знамени (20 апреля 1943)